# Tour Championship de 2019
El Tour Championship de 2019 (conocido en inglés y por motivos de patrocinio como 2019 Coral Tour Championship) fue un torneo de snooker, profesional y de ranking, que se celebró en el Venue Cymru de la ciudad galesa de Llandudno entre el 19 y el 24 de marzo. Organizado por World Snooker, fue la primera edición del Tour Championship y la tercera y última cita de la Coral Cup. Fue, asimismo, el decimoctavo y antepenúltimo torneo de ranking de la temporada 2018-19 de snooker, después del Abierto de Gibraltar y antes del Abierto de China.
Ronnie O'Sullivan, que se impuso (13-11) a Neil Robertson en la final, se proclamó campeón del torneo.

## Resultados

### Cuadro del torneo
Entre paréntesis, se indica el puesto en el que accedieron al torneo los jugadores. Recalcado en negrita figura el ganador de cada partido:
|  | cuartos de final (mejor de 17) | cuartos de final (mejor de 17) |                    |    | semifinales (mejor de 19) | semifinales (mejor de 19) |  |  | final (mejor de 25) | final (mejor de 25) |
|  |                                |                                |                    |    |                           |                           |  |  |                     |                     |
|  |                                |                                |                    |    |                           |                           |  |  |                     |                     |
|  |                                |                                |                    |    |                           |                           |  |  |                     |                     |
|  | Mark Allen (1)                 | 9                              |                    |    |                           |                           |  |  |                     |                     |
|  | Mark Allen (1)                 | 9                              |                    |    |                           |                           |  |  |                     |                     |
|  | Kyren Wilson (8)               | 7                              |                    |    |                           |                           |  |  |                     |                     |
|  | Kyren Wilson (8)               | 7                              | Mark Allen (1)     | 6  |                           |                           |  |  |                     |                     |
|  |                                |                                | Mark Allen (1)     | 6  |                           |                           |  |  |                     |                     |
|  |                                | Neil Robertson (4)             | 10                 |    |                           |                           |  |  |                     |                     |
|  | Neil Robertson (4)             | Neil Robertson (4)             | 10                 | 9  |                           |                           |  |  |                     |                     |
|  | Neil Robertson (4)             |                                |                    | 9  |                           |                           |  |  |                     |                     |
|  | Mark Selby (5)                 | 8                              |                    |    |                           |                           |  |  |                     |                     |
|  | Mark Selby (5)                 | 8                              | Neil Robertson (4) | 11 |                           |                           |  |  |                     |                     |
|  |                                |                                | Neil Robertson (4) | 11 |                           |                           |  |  |                     |                     |
|  |                                | Ronnie O'Sullivan (2)          | 13                 |    |                           |                           |  |  |                     |                     |
|  | Judd Trump (3)                 | Ronnie O'Sullivan (2)          | 13                 | 9  |                           |                           |  |  |                     |                     |
|  | Judd Trump (3)                 |                                |                    | 9  |                           |                           |  |  |                     |                     |
|  | Mark Williams (6)              | 8                              |                    |    |                           |                           |  |  |                     |                     |
|  | Mark Williams (6)              | 8                              | Judd Trump (3)     | 9  |                           |                           |  |  |                     |                     |
|  |                                |                                | Judd Trump (3)     | 9  |                           |                           |  |  |                     |                     |
|  |                                | Ronnie O'Sullivan (2)          | 10                 |    |                           |                           |  |  |                     |                     |
|  | Ronnie O'Sullivan (2)          | Ronnie O'Sullivan (2)          | 10                 | 9  |                           |                           |  |  |                     |                     |
|  | Ronnie O'Sullivan (2)          |                                |                    | 9  |                           |                           |  |  |                     |                     |
|  | Stuart Bingham (7)             | 3                              |                    |    |                           |                           |  |  |                     |                     |
|  | Stuart Bingham (7)             | 3                              |                    |    |                           |                           |  |  |                     |                     |

## Centenas
Durante el torneo, los jugadores consiguieron amasar un total de veintidós centenas. Neil Robertson hiló la más alta, un 135 en su partido de primera ronda ante Mark Selby. Estas fueron todas las del torneo:
- 135, 110, 106, 106, 106, 101 — Neil Robertson
- 134, 130, 129, 121, 113, 111, 100, 100 — Ronnie O'Sullivan
- 123, 117, 103 — Mark Selby
- 123, 105, 103 — Mark Allen
- 103 — Mark Williams
- 100 — Judd Trump